# Calais, Mon Amour
Calais, Mon Amour (originalment en francès, Ils sont vivants) és una comèdia dramàtica francesa dirigida per Jérémie Elkaïm i estrenada el 2021. S'ha subtitulat al català.

## Sinopsi
Recentment enviduada, la Béatrice viu amb el seu fill i la seva mare. La seva trobada amb en Mokhtar, un professor iranià arribat il·legalment a Europa, canviarà el dia a dia i les conviccions. Per amor a ell, haurà de desafiar els prejudicis dels qui l'envolten i les lleis del país.

## Repartiment
- Marina Foïs: Béatrice
- Seear Kohi: Mokhtar
- Lætitia Dosch: Ingrid
- Igor Van Dessel: Florian
- Antoine Chappey: Joe
- Geneviève Mnich: Josy
- Jan Hammenecker: Franck
- Benoit Carré: Martin
- Souleymane Sylla: Zymako
- Lucie Borleteau: Betty
- Catherine Salée: Marjorie
- Valentine Catzéflis: Sonia